# Pinini
Fernando Peña Soto (Lebrija, 1863-Utrera, circa 1930) más conocido como Popá Pinini o El Pinini, fue un cantaor flamenco, cabeza de una de las familias flamencas gitanas más amplias e importantes en este género musical del siglo XX. Carnicero de profesión, es conocido por su característico estilo, que imprimió en una particular forma de cantar por alegrías y cantiñas. Aunque nunca se dedicó profesionalmente a la música, es un personaje muy reconocido en los círculos especializados. El Pinini tuvo nueve hijos, y algunos de sus nietos, como Fernanda de Utrera y Bernarda de Utrera, Bastián Bacán, el tío Benito o Pepa de Utrera, se han consolidado como personajes históricos del flamenco.